# Financial Action Task Force on Money Laundering
Die Financial Action Task Force (on Money Laundering) (FATF) (französisch Groupe d’Action financière, GAFI) ist die Bezeichnung für die internationale Institution, die Standards zur Bekämpfung von Geldwäsche, Terrorismusfinanzierung und Finanzierung von Massenvernichtungswaffen (Proliferation) setzt und ihre Einhaltung (rechtliche Umsetzung und effektive Anwendung) durch die Mitgliedsstaaten prüft. Mehr als 200 Staaten und Jurisdiktionen haben sich zur Einhaltung der FATF-Standards verpflichtet, weshalb sich die FATF als international führendes Gremium zur Bekämpfung der Geldwäsche und Finanzierung von Terrorismus und Proliferation versteht.

## Präsidentschaft
Die Amtszeit des Präsidenten beträgt seit Juli 2019 jeweils zwei Jahre, zuvor war es ein Jahr.
Im Zeitraum Juli 2020 bis Juni 2022 hatte Marcus Pleyer, Ministerialdirigent beim Bundesfinanzministerium (BMF), den Posten des Präsidenten der FATF inne. Prioritäten der deutschen Präsidentschaft 2020–2022 waren die Digitalisierung des Kampfes gegen Geldwäsche und Proliferation, die Bekämpfung von ethnisch oder rassistisch motiviertem Terrorismus sowie die Bekämpfung von Geldwäsche im Zusammenhang mit Schmuggel von Migranten, Umweltverbrechen und Waffenschmuggel.
Frühere Präsidenten waren:
- 2011–2012 Giancarlo Del Bufalo, Italien
- 2012–2013 Bjørn Skogstad Aamo, Norwegen
- 2013–2014 Wladimir Nechaew, Russische Föderation
- 2014–2015 Roger Wilkins AO, Australien
- 2015–2016 Je-Yoon Shin, Südkorea
- 2016–2017 Juan Manuel Vega-Serrano, Spanien
- 2017–2018 Santiago Otamendi, Argentinien
- 2018–2019 Marshall Billingslea, USA
- 2019–2020 Xiangmin Liu, Volksrepublik China
- 2020–2022 Marcus Pleyer, Deutschland
- 2022–2024 T. Raja Kumar, Indien
- 2024–2026 Elisa de Anda Madrazo, Mexiko

## Geschichte
Die Staatschefs der G7-Staaten und der Präsident der Europäischen Kommission haben bei ihrem Gipfeltreffen im Juli 1989 in Paris, angegliedert an die Organisation für wirtschaftliche Zusammenarbeit und Entwicklung (OECD), die FATF als eine Expertengruppe mit dem Auftrag eingesetzt, die Methoden der Geldwäsche zu analysieren und die Aufdeckung von Vermögenswerten aus illegaler Herkunft zu ermöglichen. Die FATF ist in ihrer Arbeitsweise jedoch unabhängig von der OECD und agiert als selbständiges internationales Gremium. Das Mandat der FATF wurde beim Ministertreffen im April 2019 in Washington zeitlich entfristet. Sie gilt als mit Abstand wichtigstes Gremium in ihrem Tätigkeitsfeld.
Im Februar 2023, ein Jahr nach dem Beginn des völkerrechtswidrigen russischen Überfalls auf die Ukraine, suspendierte die FATF Russlands FATF-Mitgliedschaft mit der Begründung, der Krieg in der Ukraine verstoße gegen die Prinzipien der FATF.

## Aktivitäten und Maßnahmen

### Empfehlungen zu Standards
Die FATF hat seit 1990 Empfehlungen erarbeitet und nach dem 11. September 2001 um weitere neun Sonderempfehlungen zur Bekämpfung der Terrorismusfinanzierung ergänzt, so dass die FATF derzeit insgesamt 40 Empfehlungen herausgibt. Die Empfehlungen werden in den Mitgliedsländern oftmals als Grundlage für nationale Gesetze verwendet. Die Weltbank, der Internationale Währungsfonds und der Sicherheitsrat der Vereinten Nationen haben diese Empfehlungen als internationale Standards anerkannt, obwohl sie kein unmittelbar bindendes Recht (Soft Law) darstellen. Zuletzt hat der Sicherheitsrat der Vereinten Nationen in der Resolution 2462 am 28. März 2019 alle Länder zur Einhaltung der FATF-Empfehlungen aufgefordert und die Bedeutung der Organisation für die internationale Gemeinschaft hervorgehoben.

### Länderprüfungen
Darüber hinaus werden den einzelnen Staaten Evaluationen der nationalen Strategien und ihrer Umsetzung geliefert. Das Verfahren der Länderprüfungen genannten Evaluationen besteht aus der Einreichung von Unterlagen, mehrwöchigen Vor-Ort-Besuchen im Prüfungsland durch ein Prüferteam inklusive Interviews mit Behörden und dem Privatsektor aus. Am Ende entsteht daraus ein Bericht mit Maßnahmenvorschlägen, deren Umsetzung kontrolliert wird. Werden während der Länderprüfung erhebliche Defizite festgestellt, wird das Land von der FATF öffentlich identifiziert. Auch kann die FATF zu Gegenmaßnahmen wie einer besonderen Sorgfalt gegenüber Finanzgeschäften mit dem Land aufrufen. Dies kann sich negativ auf die Reputation des Landes auswirken, jedoch treten keine weiteren rechtlichen Folgen ein.
Die Bundesrepublik Deutschland wurde im Jahr 2010 letztmals evaluiert. Der Bericht zu dieser Prüfung bescheinigte Deutschland, anfällig für Geldwäsche und Terrorismusfinanzierung zu sein, und wies auf erhebliche Mängel hin. Deutschland wird in der vierten Evaluationsrunde in den Jahren 2020 bis 2021 erneut geprüft werden. Der Evaluationsprozess hat (Stand Feb. 2021) bereits begonnen, der Abschluss wird sich aufgrund der Corona-Pandemie aber um vier Monate verschieben.

### Evaluationen und öffentliche Nennung von Ländern mit Mängeln, hohem Risiko oder Nicht-Kooperation
Die FATF evaluiert Länder mit signifikanten Mängeln in der Umsetzung vom Standards gegen Geldwäsche regelmäßig und kontinuierlich. Auf Basis dieser Evaluationen erstellt sie Listen derjenigen Länder, welche die Standards signifikant verfehlen, sogenannte Schwarze Listen. Es werden zwei Listen jeweils drei Mal pro Jahr veröffentlicht: die Liste der Jurisdiktionen unter besonderer Beobachtung (Jurisdictions under Increased Monitoring, auch Graue Liste genannt) und die Liste der Jurisdiktionen mit hohem Risiko und Handlungsaufforderung (High Risk Jurisdictions subject to a Call for Action, auch Schwarze Liste genannt). Die Liste der Jurisdiktionen mit hohem Risiko ist die Nachfolgerin der seit von Juni 2000 bis 2006 von der Task Force veröffentlichten Liste nicht-kooperativer Länder und Regionen (non-cooperative countries and territories, NCCT), die sich aufgrund fehlender Rechtsvorschriften oder mangelnder Umsetzung im Kampf gegen die Geldwäsche unkooperativ zeigen (siehe auch: EU-Liste der nicht kooperativen Steuergebiete). Die Listen umfassen keine direkten Sanktionen, jedoch sollen die genannten Länder mit der öffentlichen Nennung zu Verbesserungen ihrer Mechanismen aufgerufen werden und andere Länder zu erhöhter Vorsicht gegenüber Finanztransaktionen mit diesen Ländern gemahnt werden. Auf der Liste der Jurisdiktionen mit hohem Risiko befinden sich seit Februar 2020 nur Nordkorea und der Iran. Auf der Liste der Jurisdiktionen unter besonderer Beobachtung befinden sich mit Stand Juni 2021 insgesamt 22 Staaten, darunter als einziger Staat der EU Malta.

## Ziele
Hauptziel der FATF ist die Entwicklung und Förderung von Grundsätzen zur Bekämpfung der Geldwäsche und der Terrorismusfinanzierung. Hierzu hat die FATF 40 Empfehlungen als Mindeststandards verabschiedet. Deren Umsetzung wird in den Mitgliedstaaten regelmäßig überprüft und es werden, soweit Defizite festgestellt werden, Maßnahmen vorgeschlagen.
Die FATF gibt eine Liste der sogenannten NCCT-Länder (non-cooperative countries and territories) heraus. Diese Länder erfüllen mit ihrer Gesetzgebung und ihren Geldwäschemaßnahmen (noch) nicht den internationalen, vom FATF festgesetzten Standard. Banken müssen daher Geldtransaktionen mit diesen Ländern besonders überwachen, was zu schwerwiegenden wirtschaftlichen Konsequenzen führen kann.
Die Gruppe der zwanzig wichtigsten Industrie- und Schwellenländer hat am G20-Gipfel in Buenos Aires 2018 beschlossen, die Krypto-Assets zur Bekämpfung der Geldwäsche und der Terrorismusfinanzierung im Einklang mit den FATF-Standards zu regulieren und bei Bedarf weitere Maßnahmen in Betracht ziehen. Die FATF hat hierauf folgend in ihrer Sitzung im Juni 2019 entsprechende Standards beschlossen.

## Mitglieder
Der FATF sind gegenwärtig 39 Staaten und zwei internationale Organisationen beigetreten:
- Europäische Kommission, siehe auch Verordnung (EG) Nr. 1781/2006 (Geldtransferverordnung)
- Golf-Kooperationsrat
- Argentinien
- Australien
- Österreich
- Belgien
- Brasilien
- Kanada
- Volksrepublik China
- Dänemark
- Finnland
- Frankreich
- Deutschland
- Griechenland
- Hongkong
- Island
- Israel seit dem 10. Dezember 2018[20]
- Indien
- Irland
- Italien
- Japan
- Südkorea
- Niederlande mit  Aruba,  Curaçao und  Sint Maarten.
- Luxemburg
- Mexiko
- Neuseeland
- Norwegen
- Portugal
- Russland
- Singapur
- Südafrika
- Spanien
- Saudi-Arabien
- Schweden
- Schweiz
- Türkei
- Vereinigtes Königreich
- Vereinigte Staaten

## FATF-Style Regional Bodies (FSRBs)
Um die Standards der FATF auch in Nicht-OECD-Ländern Geltung zu verschaffen, arbeitet die FATF mit verschiedenen, von ihr initiierten regionalen Gruppen eng zusammen, die gegenüber der FATF über deren Aktivitäten berichten (FATF-Style-Regional-Bodies; FSRB) und anderen assoziierten Partnern (FATF Associate Members). Diese sind:
- APG – The Asia/Pacific Group on Money Laundering
- CFATF – Caribbean Financial Action Task Force
- Moneyval – The Council of Europe Select Committee of Experts on the Evaluation of Anti-Money Laundering Measures (Sachverständigenausschuss für die Beurteilung von Anti-Geldwäsche-Maßnahmen und die Finanzierung des Terrorismus beim Europarat)
- GAFILAT – The Financial Action Task Force of South America
- MENAFATF – Middle East and North Africa Financial Action Task Force
- EAG – Eurasian Group
- ESAAMLG – Eastern and Southern Africa Anti-Money Laundering Group
- GIABA – Intergovernmental Action Group against Money-Laundering in West Africa (GIABA)
- GABAC – Groupe d’Action contre le blanchiment d’Argent en Afrique Centrale[22]